# Chronologie de l'histoire du Québec (1774 à 1790)
Cette section de la Chronologie de l'histoire du Québec concerne les événements entre l'adoption de l'Acte de Québec en 1774 et l'Acte constitutionnel de 1791.

## Années 1770
- 1774 - La politique proposée par le gouverneur Carleton a rallié les ministres de la métropole. Le 13 juin, le Parlement britannique adopte l'Acte de Québec et obtient la sanction royale de George III le 22 juin. L'acte entre en vigueur le premier mai, 1775.
- 1774 - Le 26 octobre, le Congrès continental de l'Amérique publie une lettre aux habitants de la province de Québec dans laquelle on les invite à se joindre aux efforts de résistance.
- 1775 - Le 1er mai – journée où l’Acte de Québec entre en vigueur – les anglophones de Montréal, pour marquer leur opposition, barbouillent de noir le buste de George III, attachent un collier de pommes de terre autour de son cou avec un écriteau sur lequel on peut lire : «Voici le pape du Canada».
- 1775 - Les troupes révolutionnaires de George Washington prennent Fort Ticonderoga le 9 mai, Fort Crown Point le 11 mai, et Fort Saint-Jean le 18 mai.
- 1775 - Le 22 mai, Monseigneur Jean-Olivier Briand publie un mandement dans lequel il invite les catholiques de la province de Québec à ignorer les appels des rebelles et de se préparer à défendre leur pays et leur roi.
- 1775 - Le 29 mai, le Congrès continental américain fait imprimer une deuxième lettre aux habitants du Canada les invitant à se joindre à la révolution américaine.
- 1775 - Montréal capitule face aux révolutionnaires américains le 13 novembre.
- 1775 - Les troupes de Richard Montgomery sont battues à Québec le 31 décembre.
- 1776 - La déclaration d'indépendance des États-Unis d'Amérique est adopté le 4 juillet.
- 1778 - Frederick Haldimand, gouverneur (1778-1784).
- 1778 - Le 6 février, alliance franco-américaine. Plusieurs Canadiens espèrent un retour victorieux de la France.
- 1778 - La Gazette du Commerce et Littéraire pour la Ville et District de Montréal est fondée par Fleury Mesplet au printemps.
- 1779 - Le 2 juin, la publication de la Gazette Littéraire cesse.
- 1779 - Fleury Mesplet et Valentin Jautard sont arrêtés sur ordre du gouverneur le 4 juin.

## Années 1780
- 1781 Le Major Clément Gosselin, un Québécois de La Pocatière défait les Britanniques à la bataille de Yorktown dans le régiment du Congress Own avec Lafayette, aidé par l'amiral Louis-Philippe de Vaudreuil, le fils d'un Québécois et le neveu de Pierre de Vaudreuil de Montréal. Cette victoire amène les perdants monarchistes britanniques au Québec et est le début du Canada britannique.
- 1783 - À la suite de la reconnaissance par la Grande-Bretagne de l'indépendance de ses anciennes colonies américaines, environ 7 000 loyalistes viennent s'établir dans la province de Québec.
- 1783 - Fleury Mesplet sort de prison en septembre.
- 1783 - Dans une pétition datée du 30 septembre, les principaux représentants de la minorité anglo-protestante réclament le rappel de l'Acte de Québec.
- 1783 - Traité de Versailles qui reconnaît l'indépendance des États-Unis. Les Canadiens ont le sentiment d'être abandonnés pour une seconde fois par la France.
- 1783 - 1784 - Fondation à Montréal de la North West Company pour la traite des fourrures, par Benjamin Frobisher, son frère Joseph, et Simon McTavish.
- 1783 - 1950 - La Charles Robin Company met en place en Gaspésie un astucieux système d’endettement des pêcheurs qui, de 1783 jusqu’au milieu du XXe siècle,  lui assure le monopole de la pêche à la morue.
- 1784 - La population de la province de Québec atteint 113 012 âmes.
- 1784 - Une pétition de 2 291 sujets (1 436 Canadiens et 855 Britanniques) vient demander la création d'une assemblée élective pour tous sans égard à la nationalité ou la religion.
- 1784 - Mgr Briand ayant abdiqué, Mgr d’Esgly devient évêque de Québec et prend possession de son siège épiscopal le 2 décembre.
- 1785 - Fleury Mesplet fonde le journal bilingue The Montreal Gazette / La Gazette de Montréal le 28 août.
- 1786 - À l'automne, Carleton revient comme gouverneur. Il porte maintenant le titre de lord Dorchester.
- 1786 - John Molson fonde la Brasserie Molson.
- 1789 - La Révolution française débute le 14 juillet avec la prise de la Bastille.
- 1789 - Le 20 octobre, William Wyndham Grenville écrit une lettre de cachet à Lord Dorchester dans laquelle il suggère qu'il serait préférable de faire des concessions aux Canadiens plutôt que d'attendre qu'ils se rebellent comme les Français et les Américains.
- 1789 - Fondation de la Société d'agriculture par Lord Dorchester.

## Années 1790
- 1790 - Le 31 octobre, des pétitionnaires réclament la mise sur pied d'une « Université de la Province de Québec » qui serait « libre et ouverte à toutes dénominations chrétiennes, sans aucun égard aux différents principes de religion ». Pétition de citoyens de la province de Québec pour l'établissement d'une université Le gouverneur Guy Carleton, baron Dorchester, rejette la requête.